# The Aristocrats
The Aristocrats é um documentário que foi lançado em 2005, Ele foi concebido e produzido por comediantes Penn Jillette e Provenza Paulo, editado por Emery Emery, e lançado nos cinemas por TH! NKFilm. O filme é dedicado a Johnny Carson.
O Documentário é sobre uma piada suja do mesmo nome, The Aristocrats. O filme em si é composto de entrevistas com vários comediantes e atores, normalmente em ambientes íntimos. Os entrevistados se envolver tanto em contar suas próprias versões da brincadeira.

## Celebridades
Abaixo segue uma lista de algumas das celebridades que participou do Documentário, Atores e Comediantes:
- Chris Rock
- Jason Alexander
- Hank Azaria
- Shelley Berman
- Steven Banks
- Lewis Black
- David Brenner
- Mario Cantone
- Drew Carey
- George Carlin
- Mark Cohen
- Carrot Top
- Billy Connolly
- Tim Conway
- Pat Cooper
- Wayne Cotter
- Andy Dick
- Frank DiGiacomo
- Phyllis Diller
- Susie Essman
- Carrie Fisher
- Joe Franklin
- Todd Glass
- Judy Gold

- Whoopi Goldberg
- Eddie Gorodetsky
- Gilbert Gottfried
- Dana Gould
- Allan Havey
- Eric Idle
- Dom Irrera
- Eddie Izzard
- Richard Jeni
- Jake Johannsen
- The Amazing Johnathan
- Alan Kirschenbaum
- Jay Kogen
- Sue Kolinsky
- Paul Krassner
- Cathy Ladman
- Lisa Lampanelli
- Richard Lewis
- Wendy Liebman
- Bill Maher
- Howie Mandel
- Merrill Markoe
- Jay Marshall
- Jackie Martling[2]